# Rune Johnsson (brottare)
Bror Rune Johnsson, även skrivet Jonsson, född 28 maj 1933 i Nedansjö, är en svensk brottare. Han tävlade för Västerås BK.
Johnsson tävlade i lättviktsklassen i grekisk-romersk stil för Sverige vid olympiska sommarspelen 1964 i Tokyo.
Johnsson blev svensk mästare i lättvikt 1962, 1963 och 1964.